# Cheiracanthium pennatum
Cheiracanthium pennatum là một loài nhện trong họ Miturgidae.
Loài này thuộc chi Cheiracanthium. Cheiracanthium pennatum được Eugène Simon miêu tả năm 1878.